# 關於在思想工作中克服教條主義和形式主義，確立主體
《關於在思想工作中克服教條主義和形式主義，確立主體》又称“主体讲话”，是金日成1955年12月28日的讲话。讲话中首次提及主体思想。它被认为是金日成最重要的作品之一，也是朝鲜历史上的“分水岭”。如果演讲使用主体一词来发起意识形态或更保守地断言朝鲜人民是革命的主体，则意见不同。认可前者的人认为主体思想作为一种独特的意識形態是黄长烨在再次发现演讲稿的基础上发展出来的。该演讲于1960年公开，此后又进行过数次修改。
有关金日成何时及在何处发表讲话尚待考证。该演讲是在朝鲜劳动党内部因朝鲜战争、苏联去斯大林化、苏联与南斯拉夫关系解冻和经济恢复而发生派系冲突的背景下发表的。金日成批评北朝鲜共产党宣传工作者信奉“教条主义”与“形式主义”，列举了他们天真地将苏联模式套用于朝鲜的行为。不过这篇演讲的大部分都无关主体思想，而是关于如何通过政治宣传获得朝鲜人民的支持。

## 背景

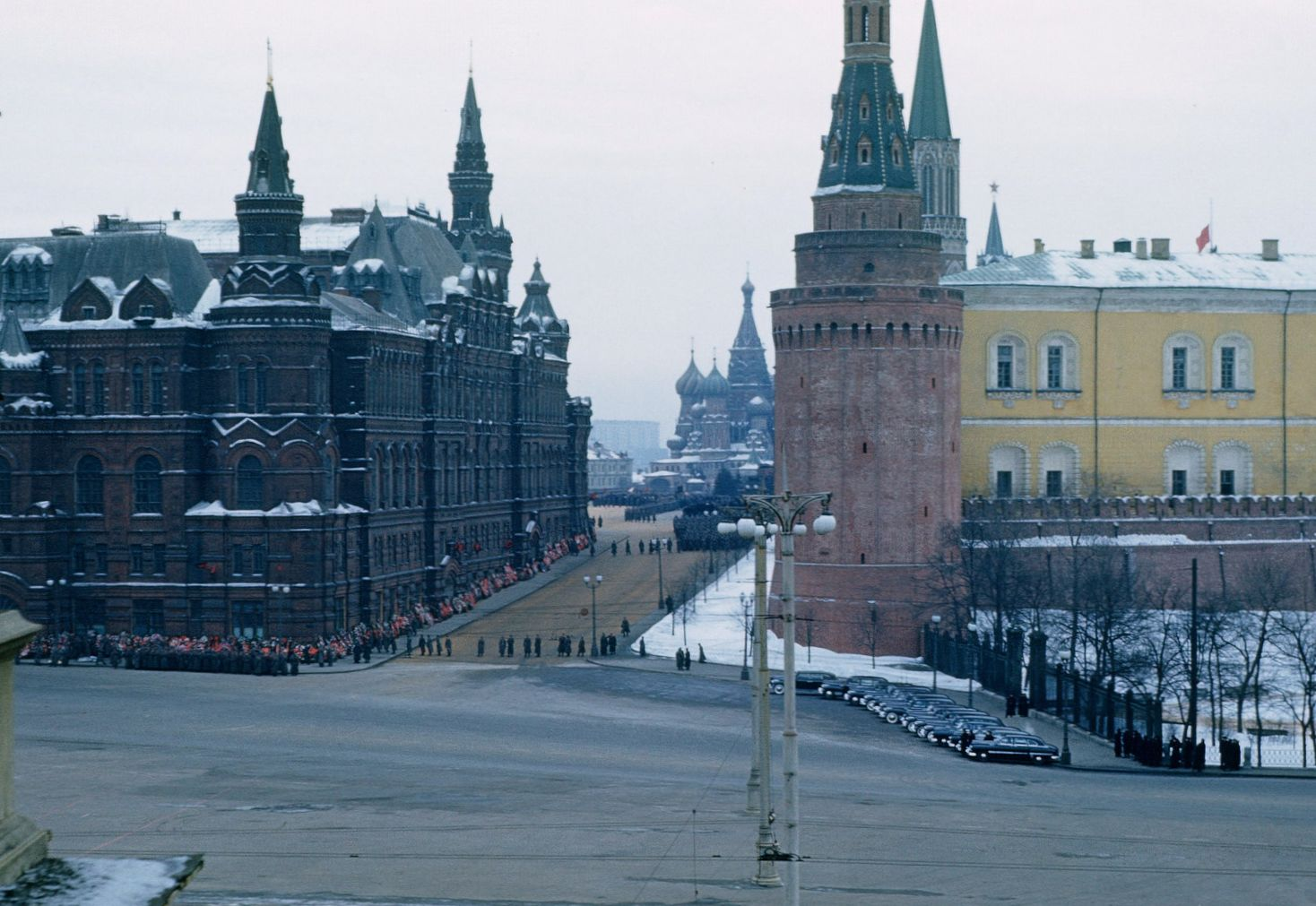
斯大林逝世后，去斯大林化随即开始

朝鲜在朝鲜战争中未能统一半岛，加之战后党内的政治动荡，都为这次演讲奠定了基础。斯大林的逝世和苏联正在进行的去斯大林化也波及朝鲜。此外，苏联与南斯拉夫关系的解冻标志着朝鲜与苏联和其他共产主义国家关系的机会被重新定义。金日成认为朝鲜必须表明其非苏联的卫星国，因为朝鲜利用苏联的援助重建自己。换言之，朝鲜试图获得苏联的无条件援助。例如，苏联的一个条件是在朝鲜实施新路线政策以发展輕工業和消费品工业，而不是重工業。这些术语与金日成注重重工业以及将朝鲜转变为自力更生的独立经济体的目标相冲突。金日成的主要对手蘇聯派受当时苏联新政策的启发。他们试图通过与延安派结盟来巩固自己的地位。
这场派系斗争发生在1950年代初期的文化系统内部。代表劳动党内苏联派的朴宪永，任命志同道合的官员担任文化职务，并抛弃那些同情金日成的官员。林和、金南天和李泰俊等国内知名派系作家因此得到了苏联派的支持。金日成试图避免与苏联派公开对抗以免冒犯苏联。相反，他选择在文学战线上发起一场反对这些作家的运动。在这些中间人被肃清之后，金日成开始更广泛地关注苏联派。他们与被清洗的作家的联系贬低了自己的地位。

## 环境
演讲的确切时间和背景尚不清楚，但主要有两种说法：第一种说法是演讲–副标题为“1955年12月28日对党的宣传鼓动工作人员的讲话”——在那天交付给了一小群宣传工作者。第二种可能性是在同一周的朝鲜劳动党中央委员会会议上发表。
作家韓雪野有可能影响金日成发动反对党内苏联派宣传工作者的运动。12月27日——也就是在金日成讲话的前一天，朝鲜劳动党召开了一次宣传会议，韩雪野在会上致开幕词。尽管金在第二天的讲话中引用了其中的一些内容，但并未公开韩雪野的讲话。然而，我们确实知道，韩雪野批评了苏联派的宣传工作。具体来说，韩雪野认为《劳动新闻》编辑忽视了早期朝鲜共产党人在确立朝鲜党国体制中的作用。据东西大学教授布莱恩·雷诺兹·迈尔斯称，金日成很可能在宣传系统内小型会议发表了讲话。在演讲的副标题中淡化事件的重要性毫无意义。金日成的讲话认可了韩雪野在文学战线上发现的“重大思想错误”，并将他提拔为文学界的领导。
另一方面，国民大学教授安德烈·兰科夫和高丽大学教授巴拉兹·萨隆泰得出结论，涉及金日成讲话的事件必为朝鲜劳动党中央委员会会议。当天，朝鲜劳动党常务委员会召开了扩大会议，出席会议的来宾人数合计420余人。金日成的演讲可能是会议的结语。

## 演讲内容

### 派系批判

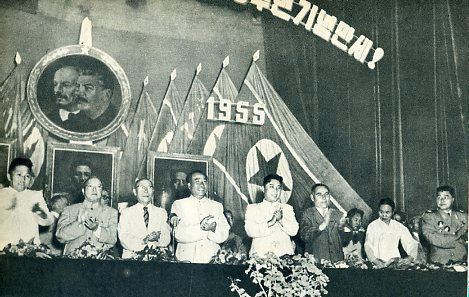
1955年8月，金日成与党内精英和外国代表

金日成所说的“教条主义”是指将苏联的做法完全套用到朝鲜的情况，遂可认为金日成对这个词的使用受到了中共方面的影响。同样，“形式主义”意味着强调苏联模式共产主义，而不考虑实际情况。徐大肃认为他的讲话反苏亲中。金日成列出了他认为不适合朝鲜的苏联做法。他认为，将目录印在书后而不是书前、抄袭《真理报》的标题、出版西伯利亚的照片以及在公共场所悬挂俄罗斯著名作家的照片，不过只是简单的把苏联的那一套搬过去罢了。相比之下，金日成呼吁仿效中国，在朝鲜开展整风运动。詹姆斯·福尔称这是抛弃事大主義和“使朝鲜思想非殖民化”的尝试。从这个意义上说，演讲是基于当时传统的马列主义，苏联也同样使用这些术语来批评斯大林主义。然而，尽管有标题，但演讲的前半部分涉及主体思想、教条主义和形式主义。另一半是在煽动韩国人民发动起义。
在金日成发表讲话时，他最关心的问题是如何中和党内的苏联派和延安派。起初不愿公开表态的金日成在对国家经济管理不善后感到容易受到反对者的批评。为了在朝鲜战争后重建国家，金日成决定优先发展重工业而非轻工业。但成效不佳，重工业和农业的发展都陷入停滞。此时一批苏联派相关人士提出优先发展轻工业的政策。因此，该演讲特别批评了苏联派的主要人物，并以朴宪永和李承燁的名义批评了当时被清洗的国内派成员。金日成指责派系分子想把在二战期间与日本人同流合污臭名昭著的韩国作家李光洙拉北。虽然这个计划在朝鲜战争期间实现，但因李在被俘往北方的途中死亡而未果。然而，金日成的主要关注点是仍然活跃的官员：朴永斌、基石福、钟玉、全东赫和朴昌玉。
金日成指责宣传工作者支持苏联的去斯大林化。此外，金日成利用对宣传人员的批评制造了一个在其他地方攻击异己的借口。在演讲发表之后，1956年发生了八月宗派事件，金日成在事后清洗了一批反对者，并通过“主体”概念将他的行动合法化。

### 主体思想
12月的演讲是金日成首次公开提及主体思想。同年4月的一次演讲中，他曾谈到“主观能力”，但并无直接使用“主体”。在该演讲的后续流通版本中，该词已被替换为“主体”。
迈尔斯称标题的措辞——《在思想工作中确立主体》——是笨拙的。朝鲜语中的“主体”原意为哲学观念之“主体”。因此，说“一个主体是建立起来的，而它本来应该是首先建立某物的东西”不合逻辑。迈尔斯对措辞的选择做出了两种解释。首先，该词汇由金昌滿首次使用, 甚至比金日成更早，并且要么是他写了1955年的演讲稿，要么他至少给了金日成这样做的材料。其次，金日成可能选择了“建立主体”作为暗语来表达他的观点，即朝鲜正在改变政治被苏联支配的事实，而非以“共产主义朝鲜化”等更直白但挑衅性更强的措辞。正如迈尔斯所指出，标题并没有假定“建立主体”比其他两项任务（克服教条主义和形式主义）更重要。它也没有声称主体思想是一种包罗万象的意识形态。相反，迈尔斯认为，金日成认为这是正在进行的意识形态工作的一部分。
演讲中的关键段落是：
我们党的思想工作的主体是什么？我们正在做的是什么？我正在进行的是朝鲜的革命，而不是别的国家的革命。朝鲜革命，这就是我们党的思想工作的主体。因此，必须使一切思想工作服从朝鲜革命的利益。我们研究苏联共产党的历史、中国革命的历史和马克思列宁主义的普遍原理，其目的是要正确地进行我国的革命。
虽然一些学者认为该演讲是对民族主义或政治独立的大胆宣言，但迈尔斯认为这种言辞在当时的东欧诸国并非罕见。约翰·吉廷斯更进一步地质疑这段话的真实性，说它“读起来好像后来被插入到演讲的原文中”。在演讲中，金日成接着来来回回地说：
说我们党的思想工作没有主体，这当然不是说我们没有进行革命，也不是说是过路的人在进行我们的革命事业。但是，由于在思想工作中没有很好地确立主体，所以就犯了教条主义和形式主义的错误，使我们的革命事业遭到很多损失。
迈尔斯总结说，这可以概括为：“这个主题——与其他革命不同的朝鲜革命——在意识形态工作中没有明确地确立自己的地位。”金日成又以类似的方式接着说道：
马克思列宁主义不是教条，而是行动的指南，是创造性的学说。因此，马克思列宁主义只有在根据各国的具体情况创造性地加以运用的时候，才能发挥它的战无不胜的威力。
这段话包含对列宁和恩格斯的特定解释，当时尚不见挑衅性：“我们的理论非教条而为行动指南”。
朝鲜史学随后将主体思想的起源追溯到1930年代金日成参与抗日游击队之时。在他的回忆录《與世紀同行》中，金日成试图澄清所谓他在1930年代创立“主体”与1955年首次提及“主体”之间的差异。金日成写道，他1930年代的讲话只包含主体思想的“成分”，但1955年是“战后社会主义建设时期，当时我们特别强调（主体的）感伤主义任务的时期”。金成哲指出，金日成并未否认1955年是该词的首次使用，并说1992年的这部自传结束了关于主体思想起源的辩论。

### 宣传工作
演讲的大部分内容都是关于如何通过政治宣传以获得南方的支持。据迈尔斯称，许多批评是以漫不经心的方式提出的，暗示金日成要么离题，要么依据零散的笔记来讲话。迈尔斯指出，“或者说它的价值，1980年版的演讲包括一张据称是金日成笔记中的一页的照片；它们是短语和关键词的草稿，文章是汉谚混用，以便显得更真实”。同样，一张金日成亲笔写下的演讲稿的照片也被公开，但根据迈尔斯的说法，“没有理由相信标题声称正是这篇演讲稿”。
这部分演讲的内容清楚地表明了金日成颠覆韩国政权的企图。金日成说，历史学家应该研究光州学生独立运动和六一〇运动等韩国抵抗运动。这几乎没有发生过，因为朝鲜史学的重点只集中在研究如何夸大金日成在朝鲜半岛解放中的作用。

## 后世影响和意义
演讲没有立即发表。当时的报刊上也只有含糊不清的提及。然而，讲话稿被分发给了劳动党党员。直到1960年才在《金日成著作集》第四卷朝鲜语版（汉语版为第九卷）中刊出。在《勤勞者》杂志刊登的该卷广告中，七部作品按时间顺序排列，其中《主体讲话》被排在最后，这表明当时金日成认为这篇讲话并不重要。
1960年代，该术语开始出现在英语学术文件中，而且只用罗马字表记且全部大写。根据迈尔斯的说法，这种懒惰（或不予）翻译的结果使“主体”脱离原意，使之看起来像是一个新的意识形态，而不只是一个普通的单词。
该演讲通常被认为是朝鲜历史上的“分水岭”。例如，夏威夷大学教授徐大肃称这是金日成所发表的“也许是最重要的演讲”。传统上，它被视为主体思想之起源。但迈尔斯等人并不认同这一观点。同样，阿尔佐·大卫-韦斯特认为“主体”在1955年只是一个政治口号，而非意识形态。据大卫-韦斯特称，这次演讲与其说是创造出一种新的意识形态，不如说它支持回归传统的民族斯大林主义。“讲话优先考虑朝鲜的国家利益，符合斯大林主义的，一个国家的社会主义政策。”迈尔斯指出，直到1960年代，金日成著作中也难以寻获与主体思想相关的内容，这表明当时这种意识形态的重要性不大。据徐大肃称，这可以用当时朝鲜的政治立场来解释。中苏交恶时，金日成立场未定，以至难以继续研究主体思想。在他选择支持中国之后，苏联施以报复，但金日成仍能继续谈论这一理论。因此，朝鲜宣传者被迫将主体思想发展为成熟的意识形态。其中特别的是，西方学者认为黄长烨重新发现了1955年的演讲原文并发展了其主体概念。直到1965年，金日成首次阐明主体思想的内容。根据兰科夫的说法，只有这“可以被视为严格意义上的首次‘主体讲话’”，并补充说：“1955年的讲话以不同的含义使用了这个词”。曾在金日成综合大学接受黄长烨教导的金正日，很快成为官方认可的主体思想家，即使金日成和金正日先后逝世，这一思想仍存续至今。
据迈尔斯称，1955年讲话的意义只是回顾性地和错误地应用。它尚未偏离官方的马列主义路线，也没有断言现在通常与主体思想相关的两个关键特征：自力更生和民族主義。迈尔斯认为这次演讲呼吁创造性应用马列主义，这在当时的东方集团国家中很常见。但大卫-韦斯特不认同迈尔斯的观点，并认为迈尔斯通过对演讲的形式主义解读得出了他的发现（此处解为“文学分析的经验模式，本质上是内容的形式，现实的表象”）。
演讲之后是政治清洗和经济建设，随后又发动千里馬運動。大卫-韦斯特因此得出结论，金日成想要追求而不是扬弃斯大林主义，并且该演讲是对苏联去斯大林化做出的反应。他进一步认为，这是“一份军令状，命令党和政府不要放弃自给自足的经济政策和政治纲领，朝鲜基于1948年的这些政策和政綱立国。”
该演讲已多次转载。根据徐大肃的说法，早期版本中只有“略微修正”，但迈尔斯认为1960年之后流通的版本“删减大量内容”，并发现了许多变化。例如修订稿中删去了金日成对中国整风运动的高度评价。作家朴延岩、庄大山（音）、李箕永和韓雪野的名字也被省去。

### 引用
1. ↑  Myers 2015，第47f11頁.
2. ↑  David-West 2007，第138頁.
3. 1 2 3  David-West 2007，第139頁.
4. ↑  Person 2016，第213頁.
5. ↑  Person 2016，第213–214頁.
6. ↑  Myers 1994，第92頁.
7. ↑  Myers 1994，第80–81頁.
8. ↑  Myers 1994，第84, 93頁.
9. 1 2  Myers 2015，第46–47頁.
10. ↑  Lankov 2007a，第39–40頁.
11. ↑  Myers 1994，第93頁.
12. ↑  Myers 2006，第94–95頁.
13. ↑  Myers 1994，第94頁.
14. ↑  Myers 2015，第47f10頁.
15. ↑  Lankov 2007a，第40頁.
16. ↑  Lankov 1999，第54頁.
17. 1 2 3  Myers 2015，第47頁.
18. 1 2  Suh 1988，第306頁.
19. ↑  Person 2016，第214頁.
20. 1 2  Myers 2006，第94頁.
21. ↑  Myers 2015，第48頁.
22. ↑  Myers 2015，第45頁.
23. 1 2 3  Myers 2015，第46頁.
24. ↑  Okonogi 1994，第179頁.
25. ↑  Okonogi 1994，第183–184頁.
26. ↑  Okonogi 1994，第183頁; Lankov 2007a，第29頁.
27. 1 2  Armstrong 2013，第143頁.
28. ↑  Myers 2015，第246n22頁.
29. ↑  Kim 2012，第108頁.
30. ↑  Collins Dictionary of Sociology 2000，"subject and object".
31. ↑  Myers 2015，第33–34頁.
32. 1 2  Myers 2015，第49頁.
33. ↑  Gittings 2008，第243頁.
34. ↑  Myers 2006，第97頁.
35. ↑  Myers 2006，第98頁.
36. 1 2  Myers 2015，第52頁.
37. ↑  Lenin 2005.
38. ↑  Engels 2000.
39. ↑  Myers 2015，第239頁.
40. ↑  Kim 2012，第107頁.
41. ↑  Myers 2015，第50頁.
42. ↑  Myers 2015，第51頁.
43. ↑  Album 1970.
44. ↑  Baik 1970.
45. ↑  Myers 2015，第53頁.
46. 1 2  Suh 1988，第307頁.
47. ↑  Lankov 1999，第51頁.
48. ↑  Lankov 1999，第53頁.
49. ↑  Gittings 2008，第243頁; Myers 2014，第780f10頁.
50. ↑  Myers 2015，第68頁.
51. ↑  Myers 2014，第781–782頁.
52. ↑  Myers 2006，第89頁.
53. ↑  Suh 1981，第109頁.
54. ↑  Myers 2006，第91頁.
55. ↑  David-West 2013，第67頁.
56. ↑  David-West 2007，第142頁.
57. ↑  David-West 2013，第68頁.
58. ↑  David-West 2007，第142–143頁.
59. 1 2  David-West 2007，第148頁.
60. ↑  Becker 2005，第65頁.
61. ↑  Kim 1984.
62. ↑  Lankov 2007b.
63. ↑  Becker 2005，第68頁.
64. ↑  Becker 2005，第69頁.
65. ↑  Myers 2006，第92頁.
66. ↑  David-West 2007，第130頁.
67. ↑  David-West 2007，第128頁.
68. ↑  Suh 1981，第109–110頁.
69. ↑  Myers 2015，第48页, Appendix I.
70. ↑  Myers 2006，第229頁.
71. ↑  Myers 2006，第231頁.

## 延伸阅读
- 金日成.  (PDF). 外文综合出版社.  [1955].
- Myers, B. R. . Busan: Sthele Press. 2015. Appendix I [1955]. ISBN 978-1-5087-9993-1.
- Kim, Il-sung.  (PDF).  9. Pyongyang: Foreign Languages Publishing House. 1981: 402–425 [1955]  [2022-10-01]. OCLC 827642144. （原始内容存档 (PDF)于2022-10-01）.